# 김보라 (영화 감독)
김보라(1981년 11월 30일~)는 대한민국의 영화 감독이다. 2018년 영화 《벌새》로 장편 데뷔하였다.
계원예고 연극영화과, 동국대학교 영화영상학과를 졸업하고 뉴욕 컬럼비아대 대학원 영화과에서 수학했다. 단편 《빨간 구두 아가씨》(2003), 《귀걸이》(2004) 등을 만들었고, 대학원 졸업작품인 단편 《리코더 시험》(2011)으로 미국감독조합 학생영화상, 우드스톡영화제 학생단편영화 부문 대상 등을 수상했다. 대학교와 영상미디어센터에서 강사로 일하면서 2013년 《벌새》 시나리오를 완성하고 2014년부터 제작지원을 시작하여 2017년 9월부터 촬영하여 2018년 부산국제영화제에 출품했다.

## 학력
- 계원예술고등학교 연극영화과(졸업)
- 동국대학교 영화영상학과(졸업)
- 컬럼비아 대학교 대학원 영화학과(졸업)

## 작품 목록
- 계속되는 이상한 여행(2002, 단편)[4]
- 빨간 구두 아가씨(2003, 단편)
- 귀걸이(2004, 단편)
- 리코더 시험(2011, 단편)
- 벌새(2018)

## 수상 내역
| 연도 | 상                                                                    | 작품                 |
| ---- | --------------------------------------------------------------------- | -------------------- |
| 2003 | 제5회 서울국제청소년영화제 심사위원 특별언급상                        | 계속되는 이상한 여행 |
| 2011 | DGA (Directors Guild of America) Student Film Awards                  | 리코더 시험          |
| 2011 | 제12회 우드스탁필름페스티벌 대상                                      | 리코더 시험          |
| 2011 | 제12회 대구단편영화제 대상                                            | 리코더 시험          |
| 2011 | 제10회 미쟝센단편영화제 심사위원특별상                                | 리코더 시험          |
| 2018 | 부산국제영화제 NETPAC상, KNN 관객상                                   | 벌새                 |
| 2018 | 제44회 서울독립영화제 새로운선택상                                    | 벌새                 |
| 2019 | 제18회 트라이베카 영화제 최우수 국제장편영화상                        | 벌새                 |
| 2019 | 제69회 베를린국제영화제 대상(제네레이션 14플러스)                     | 벌새                 |
| 2019 | 제45회 시애틀국제영화제 경쟁 대상                                     | 벌새                 |
| 2019 | 제38회 이스탄불국제영화제 국제 경쟁 대상                              | 벌새                 |
| 2019 | 제9회 베이징국제영화제 심사위원 특별 언급상                           | 벌새                 |
| 2019 | 제35회 LA 아시안 퍼시픽 영화제 국제 경쟁 심사위원 대상                | 벌새                 |
| 2019 | 제17회 키프로스 영화제 심사위원 대상                                  | 벌새                 |
| 2019 | 제48회 키예프 몰로디스트 영화제 국제 경쟁 작품상, FIPRESCI 심사위원상 | 벌새                 |
| 2019 | 제34회 시네마 호베 영화제 감독상, 관객상, 청소년 심사위원상           | 벌새                 |
| 2019 | 제11회 오스틴 아시안 아메리칸 영화제 심사위원 작품상                  | 벌새                 |
| 2019 | 제21회 타이페이 영화제 심사위원상                                     | 벌새                 |
| 2019 | 제3회 말레이시아국제영화제 감독상                                     | 벌새                 |
| 2019 | 제36회 예루살렘국제영화제 최우수 장편 데뷔작                          | 벌새                 |
| 2019 | 제39회 한국영화평론가협회상 신인감독상                                | 벌새                 |
| 2019 | 제40회 청룡영화상 각본상                                              | 벌새                 |
| 2019 | 제19회 디렉터스 컷 시상식 올해의 신인감독상                           | 벌새                 |
| 2019 | 제19회 디렉터스 컷 시상식 올해의 비전상                               | 벌새                 |
| 2020 | 제56회 대종상 영화제 신인감독상                                       | 벌새                 |
| 2020 | 제56회 백상예술대상 영화부문 감독상                                   | 벌새                 |
| 2020 | 제29회 부일영화상 각본상                                              | 벌새                 |

- 2019년 제9회 아름다운예술인상 '신인예술인' 부문에서 수상했다.[5]